# Inger Askehave
Inger Askehave (født 1966) er en dansk professor i professionel kommunikation, der siden januar 2024 har været konstitueret rektor ved Copenhagen Business School (CBS). Fra 2021 til hendes udnævnelse var hun prorektor ved CBS og var før det også prorektor ved Aalborg Universitet.

## Uddannelse
Inger Askehave blev i 1992 uddannet cand.mag. i engelsk og internationale forhold fra Aalborg Universitet. Hun opnåede i 1998 en ph.d.-grad i virksomhedskommunikation fra Handelshøjskolen i Aarhus.

## Karriere
Fra 2006 til 2009 var Inger Askehave ansat som institutleder ved Institut for Sprog og Kultur samt en del af fakultetsledelsen på Det Humanistiske Fakultet ved Aalborg Universitet. I 2009 blev hun udnævnt til professor i professionel kommunikation. I 2010 blev Askehave ansat som prorektor for uddannelse ved Aalborg Universitet, indtil hun i 2021 tiltrådte som prorektor ved CBS.
Inger Askehave modtog i 2016 Ridder af Dannebrogordenen.
Inger Askehave er desuden medlem af og formand for en række bestyrelser. Herunder kan nævnes:
- Medlem af Rektorkollegiets Uddannelsespolitiske Udvalg (RUP)[5]
- Bestyrelsesmedlem, NOVI Ejendomsfond A/S[6]
- Bestyrelsesformand, Aalborg Teater[7]
- Bestyrelsesmedlem (næstformand), Sino-Danish Center (SDC)[8]
- Bestyrelsesformand, Vesthimmerlands Gymnasium og HF[9]
- Bestyrelsesmedlem, Danmarks Evalueringsinstitut (EVA)[10]